# Levko-Gletscher
Der Levko-Gletscher ist ein Gletscher im Osten der Thurston-Insel vor der Eights-Küste des westantarktischen Ellsworthlands. Er fließt zwischen der Tierney-Halbinsel und dem Simpson Bluff in die Seraph Bay.
Das Advisory Committee on Antarctic Names benannte ihn im Jahr 2003 nach George Levko, der als Mitglied der Ostgruppe bei der von der United States Navy durchgeführten Operation Highjump (1946–1947) an der Erstellung von Luftaufnahmen von der Thurston-Insel und der benachbarten Festlandküste beteiligt war.